# Excision (musicista)
Excision, pseudonimo di Jeff Abel (Kelowna, 29 aprile 1986), è un disc jockey e produttore discografico canadese.
Attivo principalmente nel campo del dubstep, Excision è conosciuto per le sue esibizioni energiche, nel quale è solito impiegare un numero elevato di watt di bassi.

## Biografia
Proveniente dalla Columbia Britannica, il nome d'arte Excision, il cui termine indica l'escissione, ovvero una rimozione di forza, è stato scelto dal musicista per indicare le sue produzioni dubstep "pesanti ed aggressive". Jeff Abel ha iniziato la propria attività musicale nel 2005, con la fondazione, insieme a Downlink, dell'etichetta discografica indipendente Rottun Recordings, con la quale ha distribuito le sue prime produzioni. Il primo brano da lui pubblicato è stato Pause, inserito nell'EP The Launch EP Part 1 della Rottun Records.
Nel 2008 ha partecipato al Shambhala Music Festival di Nelson, dal quale ha pubblicato la prima di una serie di raccolte distribuite gratuitamente dall'artista attraverso il suo sito ufficiale. Nel 2011 ha collaborato con il gruppo musicale nu metal Korn alla realizzazione dei brani My Wall, Illuminati e Tension, tutti pubblicati nell'album The Path of Totality; nello stesso anno è stato inoltre pubblicato l'album di debutto di Excision, intitolato X Rated, distribuito dalla Mau5trap di deadmau5 e caratterizzato dalla partecipazione dei produttori Downlink, Datsik e Mr. Hudson. L'album è stato promosso dall'X Tour, tenutosi tra il 2012 e il 2013 nell'America del Nord e che ha visto Liquid Stranger e Lucky Date come artisti di apertura. Nel mese di novembre 2012, Excision ha formato il gruppo musicale Destroid insieme al produttore Downlink e al batterista KJ Sawka, progetto culminato il 7 maggio 2013 con la pubblicazione dell'album The Invasion e da una tournée promozionale durata per il resto dell'anno. Il 15 novembre 2013 Excision ha svelato un sistema audio di 250.000 watt presso la prima banca centrale di Broomfield, in occasione del Boom Festival.
Durante il 2014, Excision ha realizzato un secondo tour nordamericano, caratterizzato da un sistema audio di 150.000 watt della PK Sounds e da un enorme impianto video e luci denominato Executioner; a esso hanno preso parte i Dirtyphonics e ill.Gates.
Il 3 febbraio 2015 è stato pubblicato il secondo album in studio Codename X, distribuito dalla Rottun Records.

## Discografia

### Da solista
Album in studio
- 2011 – X Rated
- 2015 – Codename X
- 2016 – Virus
- 2018 – Apex

Album di remix
- 2012 – X Rated Remixes
- 2017 – Virus: The Remixes
- 2019 – Apex: The Remixes

Raccolte
- 2014 – 2014 Mix Compilation
- 2015 – 2015 Mix Compilation
- 2016 – 2016 Mix Compilation

Extended play
- 2011 – Existence EP (con Downlink)
- 2019 – Breaking Through EP (con Dion Timmer)
- 2019 – Evolution EP (con Wooli)

Singoli
- 2007 – No Escape
- 2008 – Do It Now (con Noiz)
- 2008 – Wasted
- 2009 – Ying Yang (con DZ)
- 2009 – Aliens/Too Late
- 2009 – Swagga (con Datsik)
- 2009 – Know You
- 2009 – Hypothermic (con i The SubDivision)
- 2010 – Get to the Point/One (con Liquid Stranger)
- 2010 – Retreat/No Escape (con Datsik)
- 2010 – Boom/Swagga (con Datsik)
- 2010 – Subsonic
- 2010 – Heavy Artillery (con Downlink)
- 2010 – Rude Symphony/Darkness (con Subvert)
- 2011 – Crowd Control (con Downlink)
- 2011 – Before the Sun (con Downlink e Ajapai)
- 2012 – Brutal
- 2012 – Headbanga (con Downlink)
- 2012 – Destroid 1. Raise Your Fist (con Downlink e Space Laces)
- 2013 – Vindicate (con Datsik)
- 2013 – Destroid 9. Blast Off (con Ajapai)
- 2013 – Get Stupid (con Space Laces)
- 2014 – Bounce VIP/Funk Hole VIP (con Space Laces)
- 2014 – Night Shine (con The Frim e Luciana)
- 2015 – Bring the Madness (con Pegboard Nerds e Mayor Apeshit)
- 2015 – Robo Kitty (con Downlink)
- 2015 – X Up (con The Frim e Messinian)
- 2016 – Codename X
- 2018 – Rumble
- 2018 – Gold (Stupid Love) (con Illenium feat. Shallows)
- 2019 – Another Me (con Seven Lions, Wooli e Dylan Mathew)

### Con i Destroid
Album in studio
- 2013 – The Invasion

Album di remix
- 2014 – The Invasion Remixes

### Apparizioni in raccolte
| Anno | Artista | Titolo                                                       | Etichetta         |
| ---- | ------- | ------------------------------------------------------------ | ----------------- |
| 2007 | AA.VV.  | The Lauch EP Part 1                                          | Rottun Recordings |
| 2008 | AA.VV.  | The Lauch EP Part 6                                          | Rottun Recordings |
| 2008 | AA.VV.  | Three Styles of Death EP                                     | Nozl Recordings   |
| 2008 | Subvert | Dirt Nap EP                                                  | Muti Music        |
| 2009 | AA.VV.  | Boom EP                                                      | Rottun Recordings |
| 2009 | AA.VV.  | Aftermath EP                                                 | Rottun Recordings |
| 2010 | AA.VV.  | Various EP                                                   | Rottun Recordings |
| 2011 | AA.VV.  | Meowingtons Hax - Tour Trax                                  | Mau5trap          |
| 2011 | AA.VV.  | The Infinite LP                                              | Dubline           |
| 2011 | AA.VV.  | Go to a Rave                                                 | Dubline           |
| 2013 | Datsik  | Cold Blooded EP - Part One                                   | Firepower Records |
| 2013 | AA.VV.  | Transitions - Only the Best Tempo Changing Bass Music Tracks | Audioporn         |
| 2013 | AA.VV.  | Rottun Classics                                              | Rottun Recordings |
| 2014 | AA.VV.  | #BeatportDecade Dubstep                                      | Rottun Recordings |